# サラフロキサシン
サラフロキサシン（英：Sarafloxacin（INN））はキノロン系抗生物質であり、製造元であるアボット・ラボラトリーズにより2001年4月30日から臨床使用を中止した。